# Kohavision

Senderlogo

Kohavision (KTV) ist ein privater Fernsehsender im Kosovo, der in albanischer Sprache sendet. Er gehört zur Mediengruppe Koha Group, die neben dem Sender noch die Tageszeitung Koha Ditore betreibt. Der Sitz des Senders befindet sich in Pristina, der Hauptstadt Kosovos.
Kohavision begann seinen Sendebetrieb im Jahr 2001 und kann seitdem auch über Satellit empfangen werden. KTV sendet seit einigen Jahren auch in die Nachbarländer sein Programm aus.

## Quelle
- Kurzbeschreibung des Privatsenders KTV. In: Xeher.de.